# Проточно језеро
Проточно језеро је језеро с интензивном разменом воде, код кога је једна од притока, најчешће исте водности као и река која из њега истиче (отока). Једно од најпознатијих проточних језера на балканским просторима је — Скадарско језеро, има притоку Морачу и отоку Бојану.